# Arielulus circumdatus
Arielulus circumdatus es una especie de murciélago de la familia Vespertilionidae. Puede ser encontrada en Java, Malasia peninsular, Tailandia, Camboya, Birmania, en el noroeste de India, Nepal y en el sudoeste de China (Yunnan).